# Кондратьєв Іван Васильович
Іван Васильович Кондратьєв (1803, Олонець, Олонецька губернія — 1850, Олонець, Олонецька губернія) — краєзнавець, етнограф, один з перших дослідників топонімії Олонецької губернії.

## Біографія
Народився в заможній карельській сім'ї. Працював прикажчиком на лісопильних заводах Олонецького повіту.
Автор проєктів осушення боліт в Олонецькому повіті, будівництва судноплавного каналу між річками Свір і Олонка, нарисів про стан лісопильного виробництва краю.
З середини 1830-х років опублікував кілька робіт з історії та топоніміки Олонецької губернії.
Автографи творів зберігаються в Російському державному історичному архіві.

## Твори
- Записка про кореляків-розкольників
- Записка про Олонець
- Записка про найвищі проїзди